# Hab’ mich lieb!
Hab mich lieb! ist ein deutscher Revuefilm aus dem Jahre 1942. Unter der Regie von Harald Braun spielte Marika Rökk die Hauptrolle. 

## Handlung
Monika Koch arbeitet als Revuetänzerin am Theater. Eines Abends verspätet sie sich zu ihrem Auftritt, schleicht sich deshalb heimlich auf die Bühne und gerät prompt in die falsche Szene. In ihrer Not beginnt die temperamentvolle junge Frau zu improvisieren. Dabei zeigt sie ungeahnte Talente als komische Einlage: Mitten in der Arie der beiden Hauptdarsteller purzelt sie als Amor mit Pfeil und Bogen eine Anhöhe herunter und dem Paar genau vor die Füße. Monika steppt und tanzt in ihrer Not und feuert versehentlich den Pfeil in den Rücken der Hauptdarstellerin, die daraufhin in die Kulisse wegrennt. Monika singt mit dem zurückgebliebenen Szenenpartner die Arie zu Ende. Das Publikum applaudiert und ist begeistert, der Theaterdirektor genau das Gegenteil: Er ist stinksauer und wirft Monika kurzerhand aus dem Ensemble. Zu allem Überfluss wirft Monikas Vermieterin sie auch noch aus ihrem Zimmerchen, da sie die überfällige Miete nicht mehr zahlen kann. Im Treppenhaus trifft der Pechvogel auf ihren Nachbarn, den Ägyptologen Georg Nöhring, der sich ebenso einsam und verlassen fühlt wie sie. Er lässt Monika zu sich hinein, und beide beginnen sich rasch gut zu verstehen. Am Ende desselben Abends haben sich die beiden verlobt. 
Georg erzählt bei nächster Gelegenheit seinem besten Freund Andreas Rüdiger von seiner Frau in spe. Der aber ist alles andere als begeistert und findet, dass Georg in sein Unglück renne, wenn er diese Dummheit begehe, sich mit einer Frau zu verloben, die er überhaupt nicht kenne. Um eine Katastrophe zu verhindern, gibt Andreas Georgs Diener Paul kurzerhand die Anweisung, bei jedem der Eingeladenen anzurufen und die anstehende Verlobungsfeier abzusagen. Lediglich Papa Schmidtke erscheint am riesigen Festtagstisch des Edelrestaurants und lässt sich beim Diner für eine Person fürstlich auftischen. Andreas überredet Georg dazu, kurzfristig einen Winterurlaub anzutreten. Der aber weigert sich und schließt sich stattdessen zuhause ein. Nun erscheint Andreas statt seiner auf dem Bahnhof, wo er auf die wütende Monika trifft. Sie ist ursprünglich hierher gekommen, um ihren Georg von der Reise abzuhalten.
Im Gang des Zuges beginnt Monika Andreas ordentlich die Meinung zu sagen, als der Express langsam anrollt und Monika nicht mehr aussteigen kann. Sie muss nun mit Andreas, den sie zunächst wegen dessen Intrige nicht ausstehen kann, gemeinsam in die Berge nach Tirol fahren. Zu allem Überfluss ist auch noch das Hotel am Ankunftsort ausgebucht. Andreas kann ein bisschen den von ihm angerichteten Schaden wieder gutmachen, indem er Monika sein Zimmer anbietet und sie zum Dinner einlädt. Er organisiert ihr sogar ein Abendkleid, das jedoch viel zu groß ist. Bald muss Monika feststellen, dass Georgs Freund doch kein ganz so übler Typ ist wie angenommen. Im Gegenteil: Im Laufe der Zeit gefällt ihr der sogar mehr als ihr Noch-Verlobter.
Monikas beste Freundin Helene ist derweil in Sorge und fragt sich, wo Monika bleibt, die doch nur kurz zum Bahnhof fahren wollte. Sie geht zu Georg, und beide jungen Leute verstehen sich von Anbeginn ausnehmend gut, zumal der Ägyptologe findet, dass Helene eine gewisse Ähnlichkeit mit der Nofretete-Büste habe, die als Kopie in seinem Apartment steht. Georg beschließt kurz darauf, Monika nach Tirol nachzureisen, um beider Verlobung wieder zu lösen. Monika wiederum ist ihm deshalb überhaupt nicht böse und fällt ihrem Ex-Verlobten um den Hals. Als Andreas dies sieht, missversteht er diese Szene und reist enttäuscht von seinem Urlaubsort ab ohne jemandem davon in Kenntnis zu setzen. Inzwischen hat der Direktor des Revuetheaters sich dazu entschlossen, ihr (angesichts der hervorragenden Kritiken bezüglich Monikas spontaner Einlage im letzten Stück) die Hauptrolle in der neuen Revue zu geben. Bei der Premiere sitzt auch Andreas im Publikum. In der Loge nebenan sitzen Georg und Helene, die inzwischen geheiratet haben. Georg macht ihm klar, dass Monika nur ihn, Andreas, liebt. Heimlich schleicht er sich in die Kulisse, um inmitten ihres Gesangsauftritts Monika seine Liebe zu gestehen.

## Produktionsnotizen
Hab' mich lieb! wurde vom 15. Juni bis Ende Juli 1942 in den UFA-Ateliers von Berlin-Tempelhof gedreht. Die Uraufführung war am 8. Dezember 1942 in zwei Berliner Lichtspielhäusern. Im Jahr darauf wurde der Film auch in die finnischen, niederländischen und französischen Kinos gebracht. Ab Ende Mai 1944 lief Hab mich lieb! überdies in Schweden.
Rökk-Ehemann Georg Jacoby übernahm neben der Herstellungsgruppenleitung auch die Herstellungsleitung. Ernst H. Albrecht entwarf die Filmbauten. Von Vera Mügge stammen die Kostümentwürfe, Walter Rühland war Tonmeister. Die Tänze wurden von Sabine Ress einstudiert.
Die Texte zu Franz Grothes Musik stammen von Willy Dehmel. Von den vier gespielten Grothe/Rökk-Liedern Es ist nur die Liebe, Ich möchte so gerne, ich weiß nur nicht was, Komm und gib mir deine Hand und Sing mit mir! wurde vor allem das letztgenannte ein Evergreen.
Die Produktionskosten betrugen etwa 1.441.000 Reichsmark, die Einnahmen, nach gerade einmal fünf Monaten Spielzeit, bis April 1943 rund 3.830.000 RM. Damit war Hab' mich lieb! ein überwältigender Kassenerfolg.

## Rezeption
Hab mich lieb! gilt als Brauns populärste und erfolgreichste Inszenierung im Dritten Reich: “Der Film fand ein begeistertes Publikum. Die Presse lobte vor allem die Leistungen Marika Rökks.”

„Eine gekünstelt wirkende Liebesgeschichte mit schablonenhafter Handlung um Eifersucht und doppeltem Happy-End beim Wintersport. Garniert mit gefälligen Evergreens von Franz Grothe und einigen flotten Tanzteilen mit Marika Rökk.“